# Tryllsgöl
Tryllsgöl är en sjö i Växjö kommun i Småland och ingår i Ronnebyåns huvudavrinningsområde. Sjön har en area på 0,0503 kvadratkilometer och ligger 231,1 meter över havet.

## Delavrinningsområde
Tryllsgöl ingår i det delavrinningsområde (629804-146087) som SMHI kallar för Inloppet i Rottnen. Medelhöjden är 218 meter över havet och ytan är 70,79 kvadratkilometer. Det finns inga avrinningsområden uppströms utan avrinningsområdet är högsta punkten. Avrinningsområdets utflöde Ronnebyån mynnar i havet. Avrinningsområdet består mestadels av skog (82 %). Avrinningsområdet har 1,81 kvadratkilometer vattenytor vilket ger det en sjöprocent på 2,6 %.